# 리상심
리상심(1979년 10월 10일~)은 조선민주주의인민공화국의 유도 선수이다. 일본 오사카에서 열린 2003년 세계 유도 선수권 대회 52kg급 부문에서 5위를 차지했으며, 2004년 하계 올림픽에 조선민주주의인민공화국을 대표해 참가했다.